# CD Boston College
Corporación de Deportes Boston College de Chile är en organisation med verksamhet i ett stort antal sporter. De har elitverksamhet i basket för herrar och damer, volleyboll för damer, fotboll för damer och karate för herrar och damer. De spelar sina matcher i Gimnasio Boston College (med en kapacitet för 3 000 åskådare) och har varit aktivt sedan 1996.

## Basket
Damlaget har blivit chilenska mästare tre gånger (2013, 2015 och 2017). Herrlaget har vunnit chilenska cupen två gånger (2012 och 2013).

## Volleyboll
Damlaget har vunnit Liga Chilena de Voleibol och blivit chilenska mästare varje år sedan 2012 (med undantag för 2020 då Covid-19-pandemin förhindrade tävlingar).